# Чип Тейлор

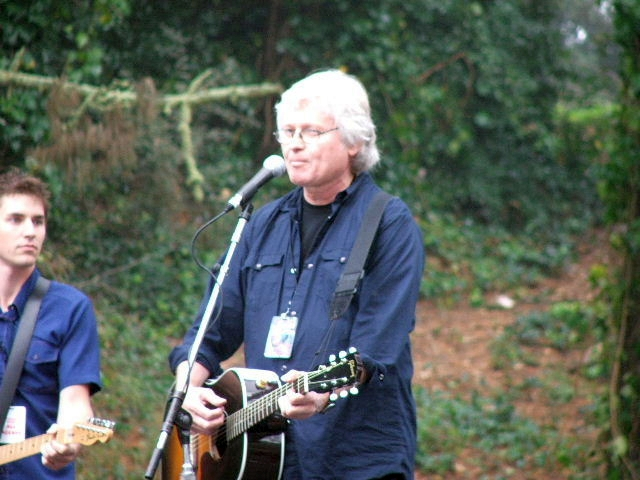
Чип Тейлор

Чип Те́йлор (англ. Chip Taylor, настоящее имя — Джеймс Уэсли Войт, англ. James Wesley Voight, род. 21 марта 1940, Йонкерс, Нью-Йорк, США) — американский композитор, исполнитель кантри-музыки и актёр, младший брат Джона Войта.
С детства увлекался музыкой. В колледже организовал группу Town and Country Brothers. В 1957 написал композицию Wild Thing (Дикая штучка), которая в 1964 в течение двух недель занимала первую строчку в хит-парадах и принесла автору, а также исполнителям (группе The Troggs) всемирную известность. Позже кавер-версия этой композиции исполнялась различными исполнителями и музыкальными коллективами. В 1974 дебютировал в кино. Снимался в нескольких фильмах, но затем вновь посвятил себя музыке. Сейчас выступает вместе со скрипачкой и певицей Керри Родригес (Carrie Rodriguez).

## Фильмография
актёр:
- 1974 — Убийство в Катамаунте
- 1975 — Квартальный отчёт
- 1980 — Мелвин и Говард

композитор:
- 1968 — Испытание
- 1970 — Темнее янтаря
- 1986 — Никогда не рано умирать
- 1991 — Лос-анджелесская история
- 1993 — Сделано в Америке
- 1998 — Дочь солдата никогда не плачет
- 1999 — Прерванная жизнь
- 2000 — Ангелы Чарли
- 2003 — Афера Стивена Гласса
- 2004 — Убить президента. Покушение на Ричарда Никсона
- 2004 — Маленькая чёрная книжка
- 2005 — Я и ты и все наши знакомые

## Дискография
- 1971 — Gasoline
- 1973 — Chip Taylor’s Last Chance
- 1975 — Some of Us
- 1975 — This Side of the Big River
- 1976 — Somebode Shoot out of the Jukebox
- 1979 — Saint Sebastian
- 1996 — Hit Man
- 1997 — The Living Room Tapes
- 2001 — Black and Blue America
- 2002 — Let’s Leave This Town
- 2003 — The Trouble with Humans

## Интересные факты
Тейлор — дядя Анджелины Джоли.